# قلعة المضيق
قلعة المضيق   تقع على تل مرتفع في الجهة الشرقية من سهل الغاب  الذي يمر منه نهر العاصي  بالقرب من مدينة أفاميا  الأثرية وهي تابعة إداريا إلى محافظة حماة في سورية، وهي مسكونة وعامرة بالسكان حتى اليوم وقامت بجانبها بلدة تحمل نفس الاسم.
سُمّيت بقلعة المضيق لأنها تطل على مضيق يقع بين التل الذي بنيت عليه وجبل شحشبو الذي يقابله.

## أهمية موقعها
إن موقع هذه القلعة الإستراتيجي يعطيها أهمية عسكرية كبيرة من أجل الدفاع عن المنطقة المحيطة بها فهي مقامة على تلة كبيرة أو هضبة تحيط بها سهول منخفضة وواسعة من جهاتها الأربع وبذا فيكون لها سيطرة كاملة على كل من سهل الغاب ووادي الدورة، وعلى خان شيخون وطار العلا، وعلى سفوح هضبة السقيلبية وبالنظر إلى أن وادي العاصي في هذه المنطقة من سوريا وهذه السهول الواسعة والخصبة المحيطة به وما فيها من حواضر وتجمعات بشرية والتي تتوافر فيها أسباب المعيشة من الإنتاج الزراعي والحيواني للسكان المتمركزين على مجرى العاصي منذ منبعه وحتى مصبه فكان لا بد من تأمين الحماية اللازمة لهذه المنطقة.

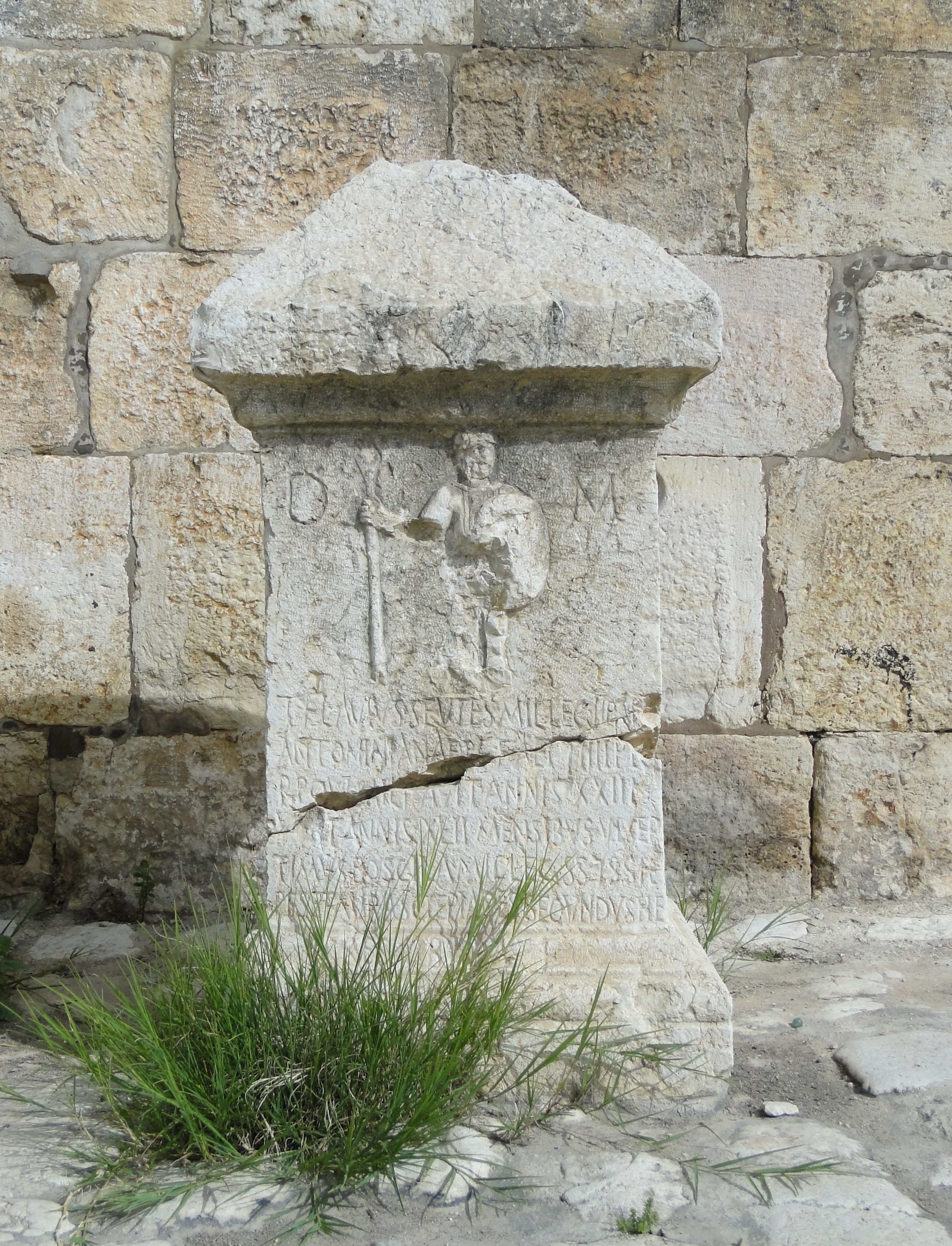
شاهدة جنائزية في خان القوافل في قلعة المضيق

إن موقع هذه القلعة الاستراتيجي يعطيها أهمية عسكرية كبيرة من أجل الدفاع عن المنطقة المحيطة بها فهي مقامة على تلة كبيرة أو هضبة تحيط بها سهول منخفضة وواسعة من جهاتها الأربع وبذا فيكون لها سيطرة كاملة على كل من سهل الغاب ووادي الدورة، وعلى خان شيخون وطار العلا، وعلى سفوح هضبة السقلبية وبالنظر إلى أن وادي العاصي وهذه السهول الواسعة والخصبة المحيطة به في حماة وما يحيط بها من مناطق وما فيها من حواضر وتجمعات بشرية والتي تتوافر فيها أسباب المعيشة من الإنتاج الزراعي والحيواني للسكان المتمركزين على مجرى نهر العاصي منذ منبعه وحتى مصبه فكان لا بد من تأمين الحماية اللازمة لهذه المنطقة في العصور القديمة.
كان يحيط بالقلعة سور مرتفع مضلع وله أبراج مربعة الشكل كما كان حولها خندق يملأ بمياه نهر العاصي عندما تتعرض القلعة للهجوم. يظهر على باب القلعة المقنطر اسم الملك الناصر يوسف حفيد الملك الظاهر غازي وتاريخ (654)هـ. كما أن الأبراج تحمل اسم الملك الظاهر غازي بن السلطان صلاح الدين الأيوبي وعليها تاريخ (602)هـ.

## الاسم
قلعة المضيق هي تسمية أصلها يعود لوجود حصن روماني، تم تجديده عندما حررها أبو عبيدة بن الجراح من الروم، وإلى الشرق منه تقع مدينة أفاميا الأثرية التي تعود للعهد الروماني وقد بناها سلوقس نيكاتور أحد قادة الإسكندر المكدوني، وسماها باسم زوجته الفارسية الأصل أبامي (أفاميا).

## تاريخ القلعة

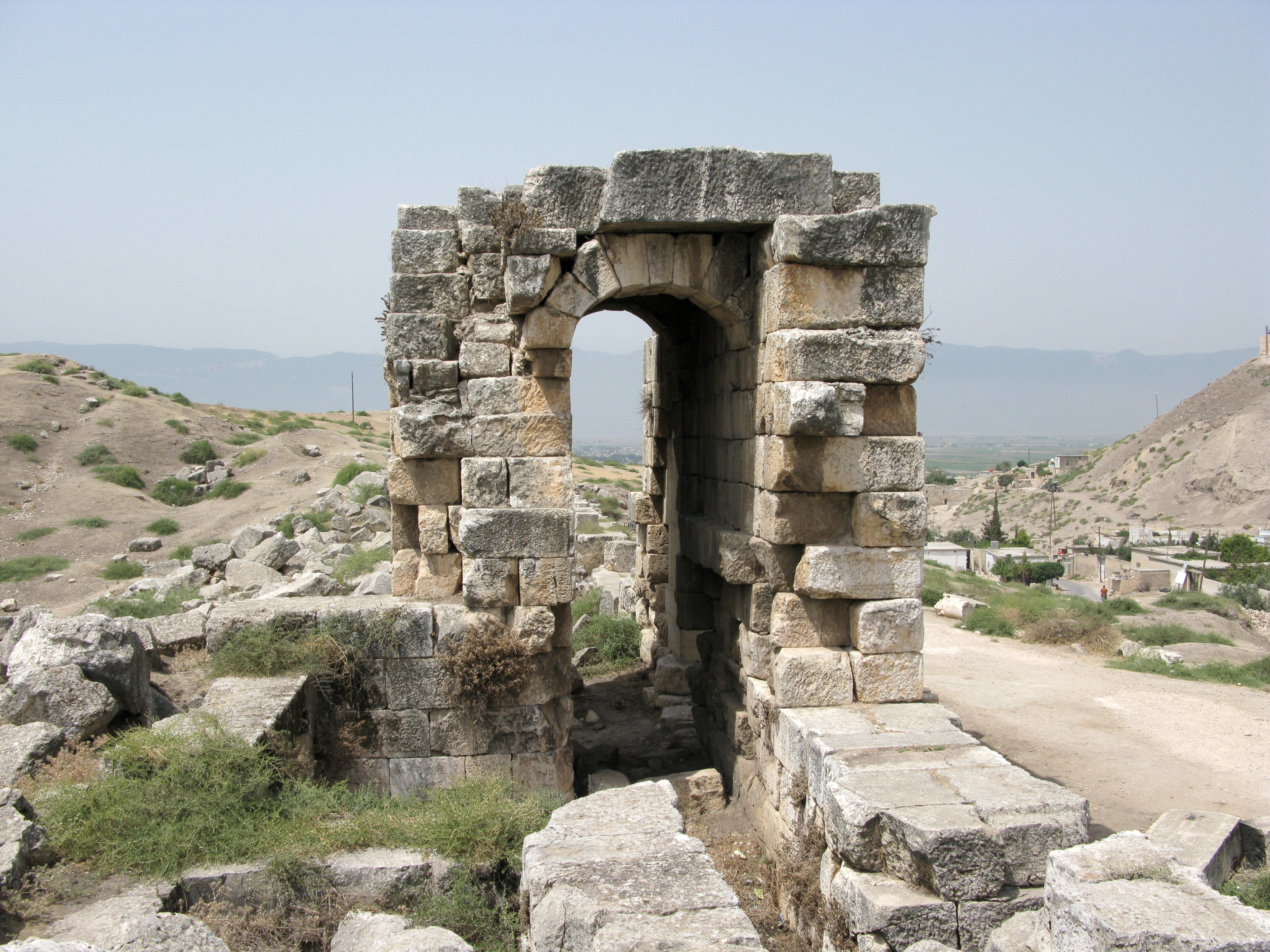
قلعة المضيق

تعود القلعة مع مدينة أفاميا بجذورهما إلى ما قبل العهد السلوقي إذ ذكر الموقع باسم «نيا» في رسائل تل العمارنة، ثم «بارنكا» حسب المؤرخ استرابون، وبعد معركة إيسوس التي انتصر فيها الفرس سنة 333 ق.م. سميت باسم «بيلاّ». مؤسسها الحقيقي سلوقس نيكاتور الأول الذي بنى مدينة أفاميا، وبنى معها قلعتها. ثم دخلت القلعة في حوزة الرومان {عام64 ق.م}، والبيزنطيين، ثم فتحها العرب المسلمون عام 638 م. وفي العصر العباسي بدأ المسلمون يهتمون بتشييد الحصون والثغور فبنوا حصنًا منيعًا على قمة التل، وقام نور الدين زنكي بترميم القلعة بعد زلزال عام 1157 م، ثم انتقلت القلعة إلى الأيوبيين والمماليك من بعدهم، وفقدت أهميتها العسكرية في العهد العثماني ولكنها بقيت موقعًا إستراتيجيًا للاستيطان البشري، إذ استمر السكن فيها إلى يومنا الحالي، ونجد فيها قرية صغيرة بين أسوار القلعة القديمة تعرف أيضًا باسم «قلعة المضيق».

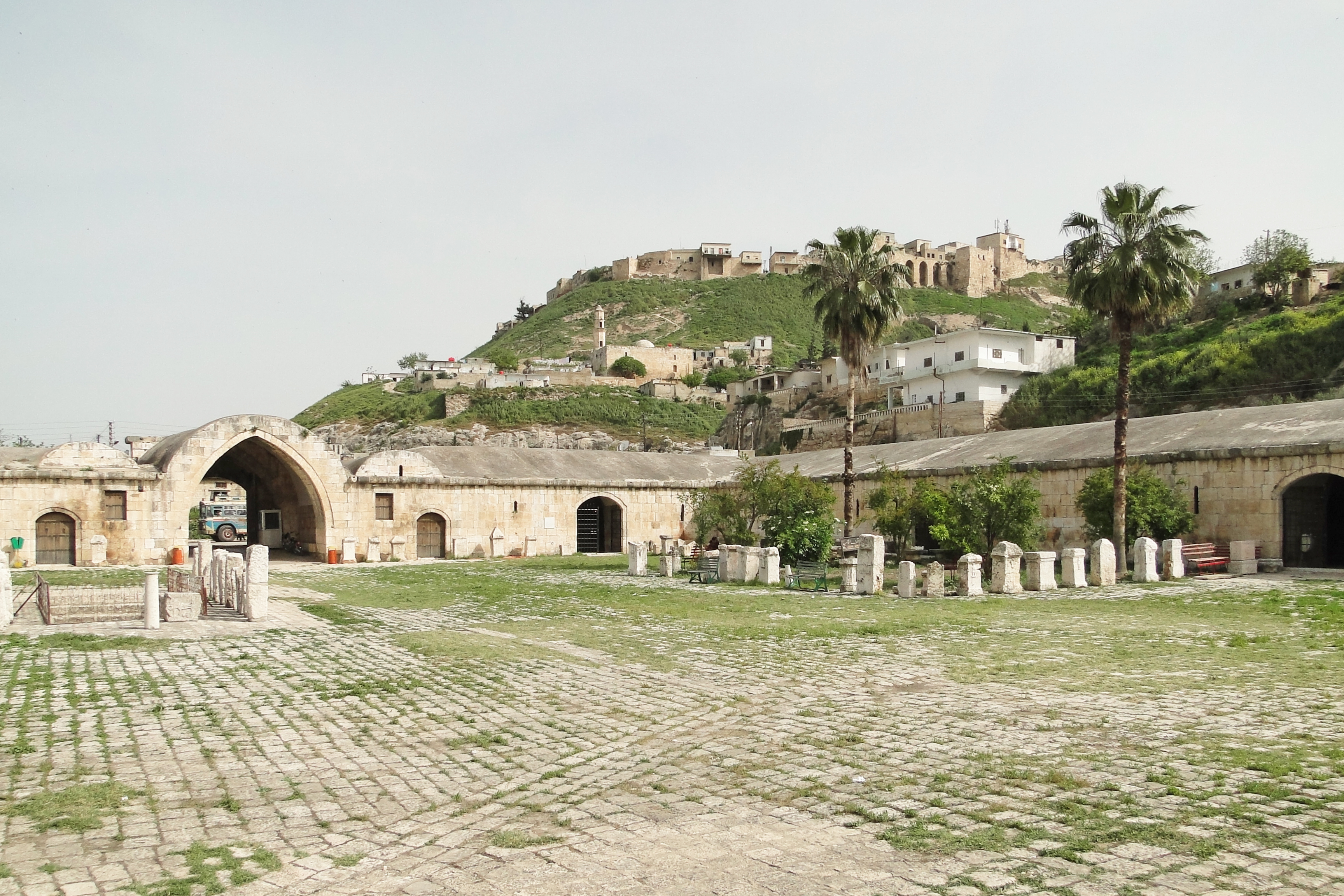
صورة التقطت عام 2010 للخان العثماني في قلعة المضيق

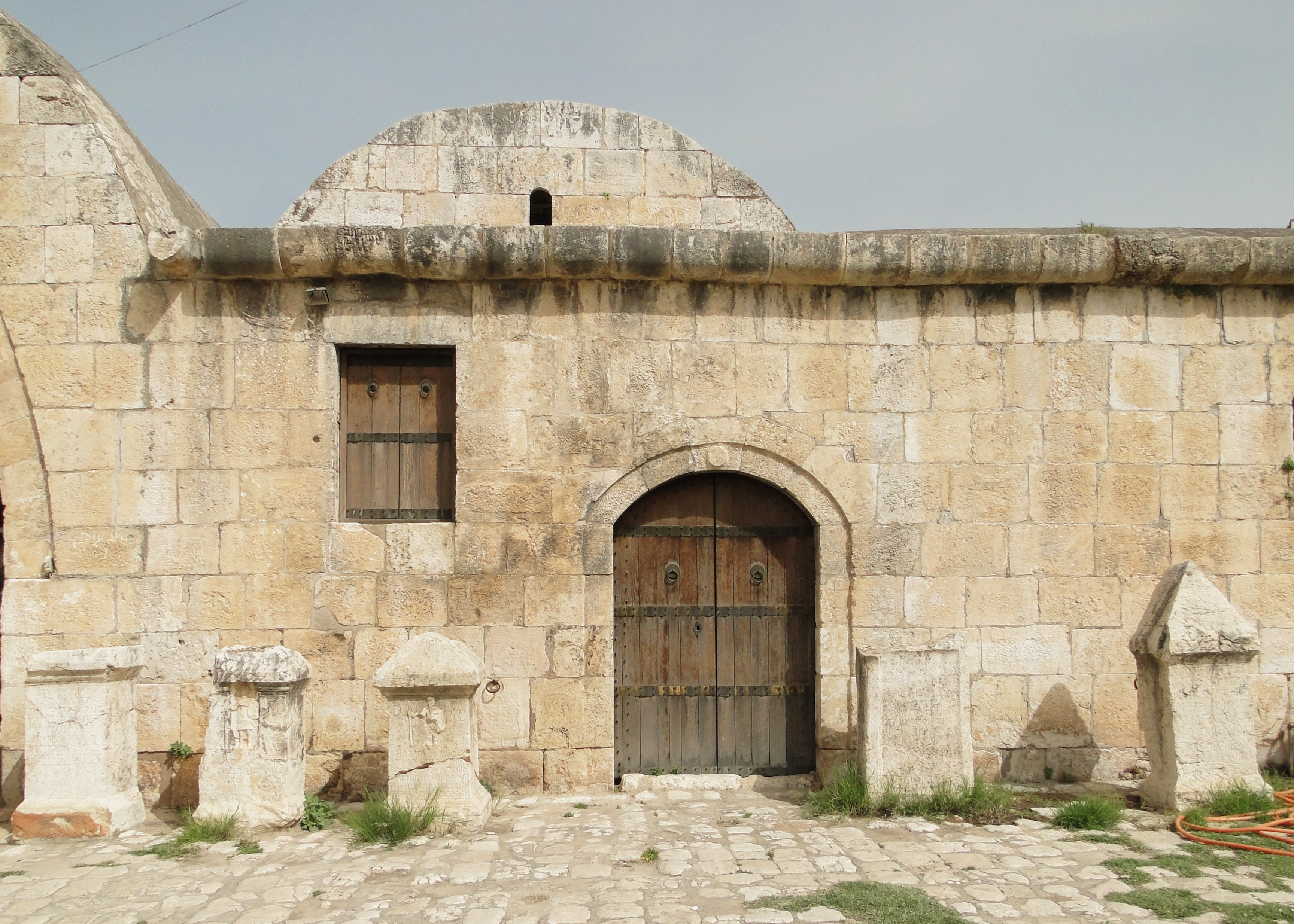
الخان العثماني القديم في قلعة المضيق

وفي فترة الخلافة العثمانية وفي عهد السلطان سليمان القانوني (الأول) تم بناء مسجد، ومدرسة وخان، الذي هو الآن عبارة عن متحف أفاميا للفسيفساء، ويتبع للمديرية العامة للآثار والمتاحف، التي تنظم رحلات دورية للموقع الأثري والمتحف، والجدير بالذكر أن مدينة أفاميا تحتوي على مسرح روماني، يعتبر من أكبر المسارح الرومانية الموجود في سوريا، إلا أنه ولهذه اللحظة لم يتم ترميمه وهو يتسع على الأقل لعشرة آلاف مشاهد.

## التنقيب

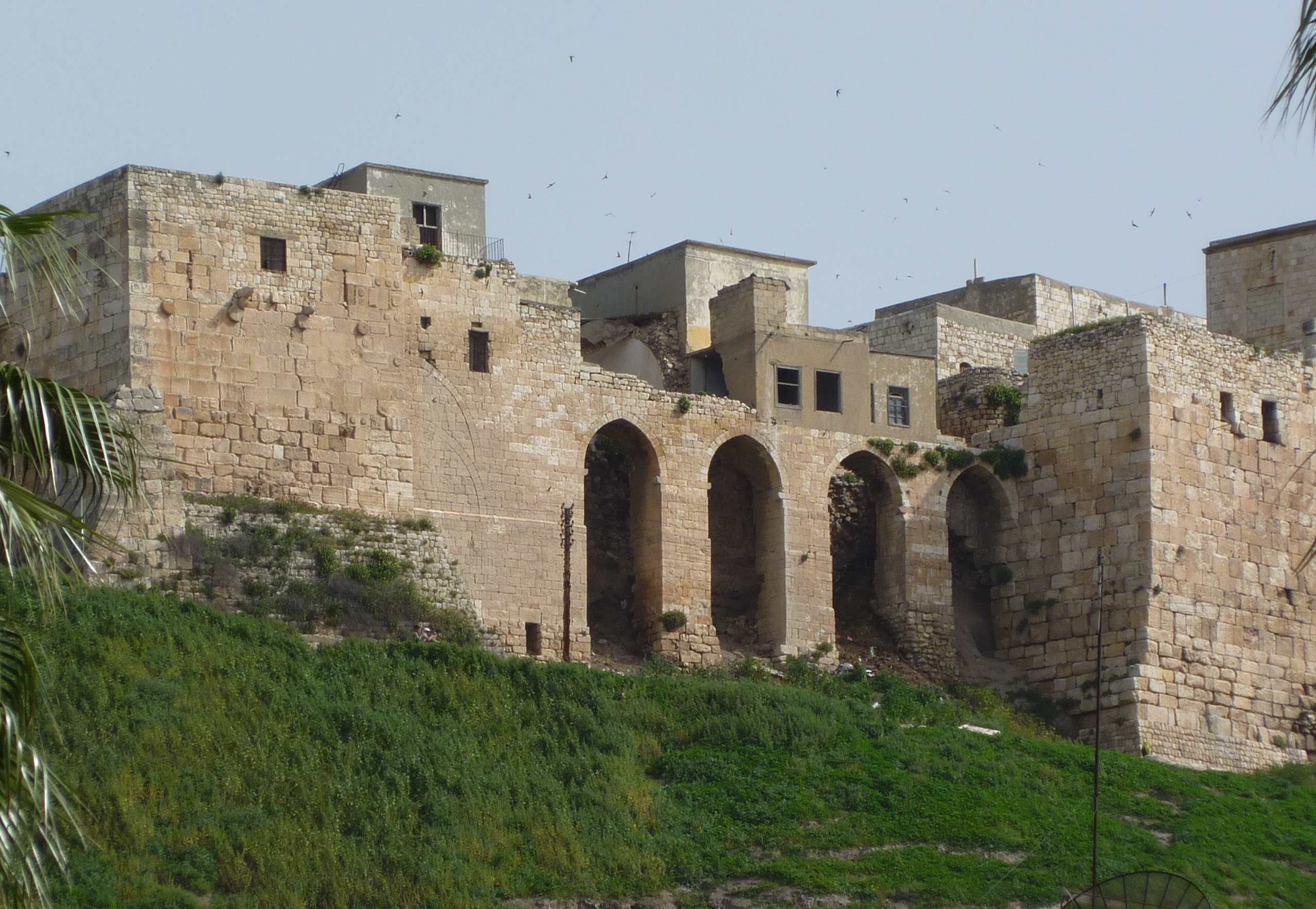
سور قلعة المضيق

بدأت بعثة أثرية بلجيكية بأولى الحفريات خلال أعوام 1928م، 1930م، 1938م، 1947م، 1953م. وفي عام 1965م استأنف مركز الأبحاث الأثري البلجيكي بالاشتراك مع المديرية العامة للآثار والمتاحف في سوريا هذه التنقيبات. وعلى الرغم من زوال معظم المنشآت الداخلية في القلعة، إلا أن الأسوار والأبراج الخارجية التي لا تزال قائمة، تعطي فكرة واضحة عن ضخامة البناء وقوته، وأهم ما بقي من آثار القلعة:
- المدخل: ويقع في الجهة الجنوبية، بين برجي حماية، ويقود إلى بوابة ذات طراز عربي أيوبي في غاية الجمال، توصل إلى داخل القلعة عبر ممر ذي سقف معقود مبني من الحجر المنحوت.
- الأسوار: تحيط بقمة المرتفع، ويبلغ قطرها الوسطي حوالي 300 متر، وهي مبنية من الحجر الكلسي المنحوت والضخم، وتتداخل الأسوار مع الأبراج بقوة وتترابط فيما بينها، وللقلعة تسعة عشر برجًا تتميز بضخامتها وقوة تحصيناتها، إلا أن أبراج الجهة الغربية، أقل عددًا وأصغر حجمًا حيث أن مرامي السهام المنتشرة على الأسوار تؤمن الحماية الكاملة من هذه الجهة مع المنحدر. أما سفوح التل، فهي شديدة الانحدار ومزودة بتصفيح حجري لتوفير الحماية المطلوبة للقلعة.الجزء العثماني داخل قلعة المضيق

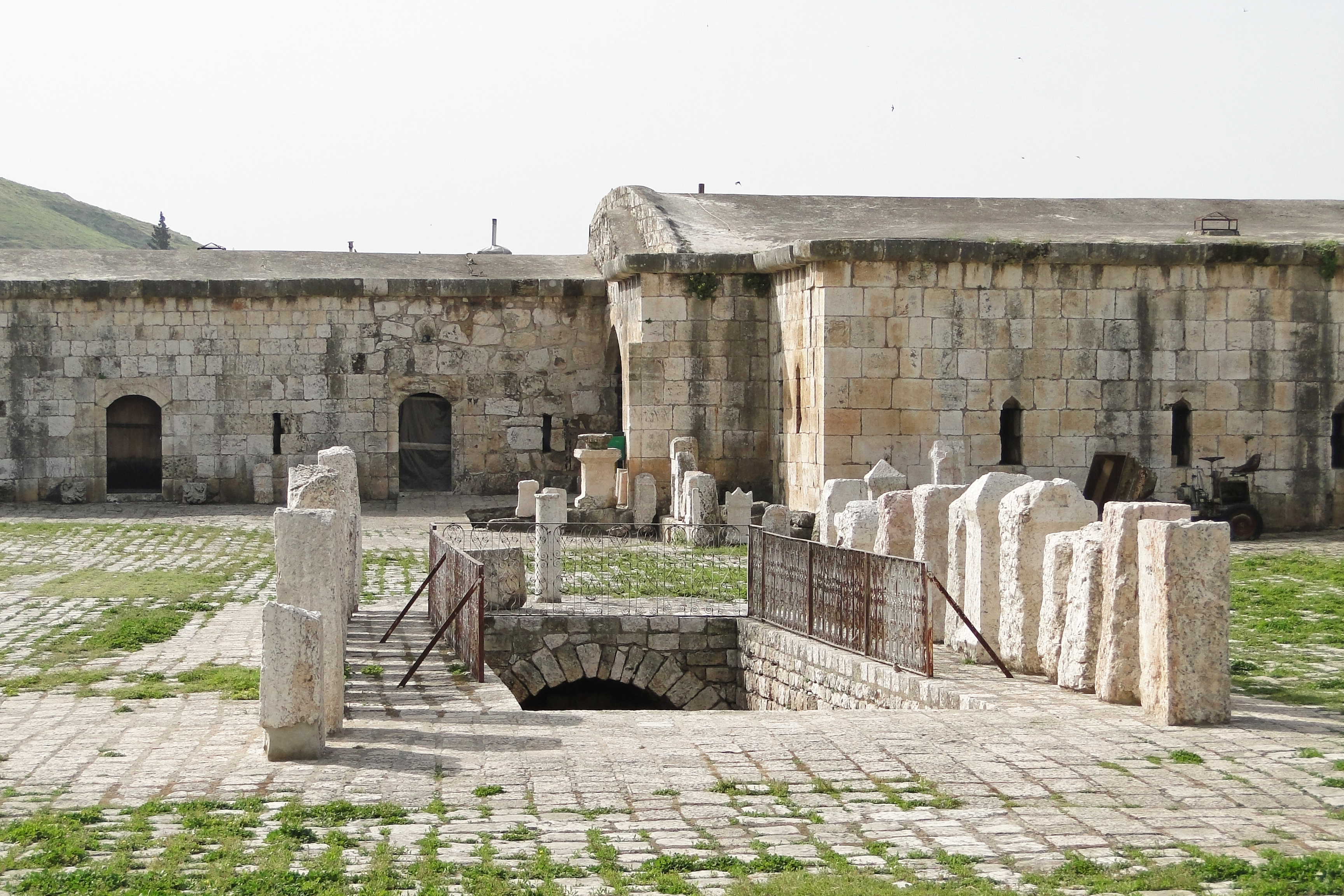
الجزء العثماني داخل قلعة المضيق

- تحوي القلعة من الداخل عددًا من الأقبية القديمة الأيوبية والعثمانية، وقد قامت مديرية الآثار مؤخرًا باستملاك أبنية الأهالي الحديثة داخل القلعة تمهيدًا لإنجاز أعمال الترميم والتأهيل في واحد من المعالم التاريخية والسياحية الهامة في سوريا.